# Robert Desnos
Robert Desnos (París, 4 de julio de 1900 - Campo de concentración de Theresienstadt, 8 de junio de 1945) fue un poeta surrealista francés y un miembro de la Resistencia francesa durante la Segunda Guerra Mundial.

## Biografía
Robert Pierre Desnos nació en París en el año de 1900. Abandonó sus estudios a la edad de 16 años para comenzar a trabajar en una farmacia, a la vez en que comenzó a mostrar interés durante su adolescencia por los sueños, anotando cuidadosamente los que le parecían significativos, según dejó constancia años después.
Sus primeros poemas, inspirados por los simbolistas franceses y por Apollinaire, se publicaron en 1918 en La Tribune des jeunes (La Tribuna de los Jóvenes), una revista socialista parisina. En 1919, conoció al poeta Benjamin Péret, quien le introdujo en el grupo dadaísta en París y le presentó al también poeta André Breton. Ese mismo año, Desnos participó en la revista vanguardista Le Trait d'union (El Guion). Mientras trabajaba como columnista del periódico Paris-Soir, Desnos se convirtió en un miembro activo del grupo surrealista, desarrollando un talento especial para la escritura automática y el sueño hipnótico. Breton, una vez separado del movimiento dadaísta, lo elogió en su Manifeste du surréalisme (Manifiesto del Surrealismo, 1924) afirmando que era el "profeta" del movimiento y que "hablaba surrealista a voluntad". A pesar de su militancia surrealista, Desnos no abandonó su trabajo como periodista. No tardaron en surgir discrepancias graves entre Desnos y Breton sobre este y otros asuntos, como la vigencia o no del verso de corte clásico, estrófico y rimado (lo que Breton llamaba, con desprecio, "las formas fijas", superadas, a su entender, desde la obra de Rimbaud).
Desnos se enamoró de la cantante de music hall Yvonne George (1896-1930), pero los seguidores de ésta hicieron que se convirtiera en un amor imposible. Escribió diversas obras dedicadas a su amante, entre ellas los poemarios À la mystérieuse (A la misteriosa, 1926) y Les Ténèbres (Las tinieblas, 1927), así como el relato La Liberté ou l'Amour ! (¡La Libertad o el Amor!, 1927) y Journal d'une apparition (Diario de una aparición, 1927).
En 1929, Breton condenó definitivamente a Desnos, que se había unido a la revista Documents, del escritor Georges Bataille, y que fue uno de los que firmaron Un cadavre, escrito que atacaba al "buey Breton". Su carrera en la radio empezó en 1932 con un espectáculo dedicado al personaje novelesco Fantômas. Durante aquella época, se hizo amigo de Picasso, Hemingway, Artaud y John Dos Passos; publicó diversas críticas sobre jazz y cine, a la par que se incrementaba su participación en asuntos políticos.
En 1930, publicó The Night of Loveless Nights, poema lírico sobre la soledad, escrito con un estilo clásico, más parecido al de Baudelaire que al de Breton, y Corps et biens (Cuerpos y bienes), que recopila alguno de sus poemarios anteriores. El uso del verso medido y la rima en las obras de esta época le convierten, a ojos de la ortodoxia surrealista, en un 'putrefacto'. Al magisterio de Breton le sucede la influencia de François Villon, Gérard de Nerval y Luis de Góngora, cuya técnica poética admira Desnos.
Durante la Segunda Guerra Mundial, Desnos fue un miembro activo de la Resistencia francesa, publicando a menudo bajo pseudónimo, y fue detenido por la Gestapo el 22 de febrero de 1944. Fue deportado a Auschwitz, Buchenwald, Flossenbürg y finalmente a Terezín en Checoslovaquia en 1945. Allí falleció de tifus semanas después de que el campo fuera liberado. Está enterrado en el parisino Cementerio de Montparnasse.

## Obra
- Rrose Sélavy (1922-1923)
- Le pélican
- Langage cuit (1923)
- Deuil pour deuil (1924)
- À la mystérieuse (1926)
- La Liberté ou l'Amour ! (1927)
- Les Ténèbres (1927)
- Corps et biens (1930)
- Sans cou (1934)
- Fortunes (1942)
- État de veille (1943)
- Le Vin est tiré (1943)
- Contrée (1944)
- Le Bain avec Andromède (1944)
- Chantefables et chantefleurs (1970), publicación póstuma.
- Destinée arbitraire (1975), publicación póstuma.
- Nouvelles-Hébrides et autres textes (1978), publicación póstuma.

## Obras en castellano
- A la misteriosa. Descontexto Editores. Bilingüe. Edición, introducción, traducción (de los poemas y las prosas sobre A la Misteriosa) de Silvio Mattoni. ISBN 978-956-9438-09-7.
- A la misteriosa. Las tinieblas. Eds. Hiperión. Bilingüe. Traducción, introducción y notas de Juan Abeleira y Ada Salas. ISBN 84-7517-469-8.
- ¡La libertad o el amor! Editorial Cabaret Voltaire. ISBN 84-935185-4-9.[4]
- El Destripador. Editorial Errata Naturae. ISBN 978-84-936374-5-3